# Chaetops
Chaetops là một chi chim trong họ Chaetopidae.

## Các loài
- Chaetops frenatus
- Chaetops aurantius